# Jan Lála
Jan Lála   (Libická Lhotka, 10 de setembre de 1938) és un exfutbolista txec de la dècada de 1960.
Fou 37 cops internacional amb la selecció txecoslovaca amb la qual participà en la Copa del Món de Futbol de 1962.
Pel que fa a clubs, defensà els colors de SK Slavia Praha i Lausanne Sports.